# Pseudozonitis vigilans
Pseudozonitis vigilans är en skalbaggsart som först beskrevs av Henry Clinton Fall 1907.  Pseudozonitis vigilans ingår i släktet Pseudozonitis och familjen oljebaggar. Inga underarter finns listade i Catalogue of Life.